# Коритничка котлина
Коритничка котлина je улегнуће у земљиној кори и специфичан геопростор на југоистоку Србије, у тектонском рову композитне долине-потолине средњег Понишавља, које поред Белопаланачке котлине чини и изворишни облук Црвене реке. Административно припада општини Бела Паланака у Пиротском управном округу

## Положај
Коритничка котлина се простире правцем северозапад-југоисток, пратећи слив Коритничке реке. Коритничкој реци у њеном сливу главну воду дају јака крашка врела - Коритничко, Дивљанско, Мокрањско и Белопаланачко. Горњи ток реке усечен је у Бежишком ждрелу, где је река изградила меандре. Коритничка река има највећу издашност воде априла (15 — 20 m³/s), док је споредни максимум водостаја у новембру (8 — 10 m³/s). Најмањи водостај је августа и септембра (мање од 1 m³/s), као и у зимским месецима.

## Географске карактеристике
Коритничка котлина је предиспонирана раседом између Суве планине на југозападу и кречњачке навлаке Шљивовичког врха на североистоку. Дужина котлине од Мокрањског сужења до развођа са Лужницом износи око 12 km.
Она по свом изгледу представља мањи део јединствене целине коју чини са Лужничком котлином, од које је одвојена ниским развођем. Коритничка котлина је прошла језерску фазу, тако да су њени нижи делови покривени језерским седиментима, а на странама котлине запажају се слабије изражени трагови језерских подова.
Током прве језерске фазе будужа котлина је била део јединственог језера, да би се у средњој језерској фази појавила отока која је просекла сужење у кречњачкој пречаги између Великог и Малог Курила.

### Климатска обележја
Температурна својства
Климу котлине одликују уједначени годишњи ток температуре, са највишим вредностима температуре ваздуха у јулу, а најнижим у јануару, са дневним температурним осцилацијама које су веће за 6 — 8 °C од истих у суседним котлинама, нишкој и пиротској. Јутра су током лета хладнија за 2 — 4 °C, чему су допринеле хладне воде Врела и Коритничке реке. Најхладнији месец је јануар са просечном темперетуром од - 0,6 °C . Најтоплији је јули месец и тада су тепературе око 22,8 °C.
Први јесењи мразеви почињу крајем октобра или новембра (мада се најранији могу јавити већ крајем септембра). Њима претходе слане, које се прво јављају у побрђима, а после и у доњим деловима котлине. Пролећни мразеви почињу у првој трећини априла и могу да трају доста дуго. Најдужи забележени мразни период трајао је око 200 дана.
| Средње темературе годишњих доба у Коритничкој котлини (1950—2009) |         |          |         |          |
| Годишње доба                                                      | Зима    | Пролеће  | Лето    | Јесен    |
| Средња температура                                                | -0,6 °C | 11,87 °C | 22,8 °C | 12,07 °C |

Облачност 
Облачност котлини доносе западни ветрови. Сви остали су суви и никада не доносе повећану облачност. Највећа облачност је током зиме, са максимумом у децембру када облачност достиже покривеност неба од 7,8 десетина Смањење облачности почиње са првим пролећним месецима и траје до септембра.
Ветрови
Најснажнији ветрови дувају са Суве планине, одакле и потичу највеће промене ваздушног притиска. Након грмљавинске активности (десет до двадесет минута пре олује), олује се завршавају када главни пљускови прођу. Ветрови у овој котлини дувају током лета, брзином која достиже 100 km/h. 
- Северни ветар је „кошава” (северњак, „свињоморац“) који дува из североисточног правца. Нема велику честину и дува знатном јачином у хладнијој половини године.
- Највећу снагу има ветар „сићевац”, који дува из Сићевачке клисуре, често има олујну снагу.
- „Југ“ је топао, веома непогодан ветар за пољопривредне усеве и стоку. Он исушује тло, усеве и воће, тако да се биљке „спаруше“, а стока мршави и гине.
- У Белопаланачкој котлини јавља се и: „северац” — јак и хладан ветар који утиче на пад температуре и „пироћанац” („горњак“) — који доноси хладан ваздух и снижава температуру.

Падавине
Понишавље представља најсушнију област у југоисточној Србији. У котлини падне, годише, 551 mm атмосферских талог, што је за око 30 mm мање од средњих вредности степских крајева панонског подручја. Најкишовитији месеци су мај и октобар (дувају влажни западни ветрови), док су су септембар и фебруар месеци са најмање кише (дувају суви хладни ветрови).
Пре почетка савремених климатских промена снежни покривач је често достизао значајну висину.}}
Данас су у односу на снеговите године, као у већем делу Србије, и на овом простору чешће године кад снег изостане. Такве је и прва и друга деценија 21. века, када су зиме са врло мало снега, највероватније због глобалних климатских промена на земљиној кугли.